# موريطنية
مملكة موريطنية (/ mɒrɪˈteɪniə ، ˌmɔːrɪ- / ؛ اللاتينية الكلاسيكية: [mau̯.reːˈt̪aː.ni.a]) هو الاسم اللاتيني لمملكة في شمال إفريقيا. امتدت من وسط الجزائر الحالية غربًا إلى المحيط الأطلسي ومن شمال المغرب الحالي جنوباً إلى جبال الأطلس. كان سكانها الأصليون وهم شبه رعاة من أصول أمازيغية معروفين عند الرومان باسم الموريطنيين والماسيسلي.
في عام 25 قبل الميلاد أصبح ملوك موريطنية تابعين للرومان حتى حوالي 44 بعد الميلاد، عندما تم ضم المنطقة إلى روما وقسمت إلى مقاطعتين: موريطنية الطنجية وموريطنية القيصرية. انتشرت المسيحية هناك من القرن الثالث وما بعده. وبعد سيطرة العرب المسلمين على المنطقة في القرن السابع أصبح الإسلام هو الدين السائد.
اتسعت الرقعة السياسية لمملكة موريطانية في عهد الملك الموريطاني بوكوس الأول على حساب جارتها نوميديا لتصل إلى وسط الجزائر الحالية ثم في عهد حكم بوكوس الثاني وبوغود لتصل لمدينة سرتا.

## أصل التسمية
أول من ذكر اسم موريطنية هم الجغرافيون الإغريق، وقد استعملوه للدلالة جغرافيا على المنطقة البعيدة عن أرضهم بشمال افريقيا. فقد ذكر سترابو وجود دولة أفريقية مزدهرة تسمى موريطنية، وأنها مملكة لشعب أطلق عليه اليونانيون اسم (Maurusii) والرومان (Mauri). وعن الإغريق أخد الرومان استعمال اسم موريطنية ليطلقوه على مملكة بوكوس وأبنائه من بعده وعلى المقاطعة التي أقاموها على أنقاض تلك المملكة بعد سيطرتهم عليها سنة 44 ميلادية، فقد ذكر المؤرخ الروماني سالوست في كتابه حرب يوغرطة:
«عندما قامت حرب يوغرطة كان هذا الاخير ملكا على شعوب نوميديا والجيتول حتى «نهر ملوكا» (نهر ملوية في المغرب)، أما «المور» فكان ملكهم هو بوكوس الذي لا يعرف عنه الشعب الروماني إلا الاسم والذي نجهله أكان عدوا أو صديق.»
يرجع البعض أن اسم موريطنية ربما مشتق من لفظ محلي أمازيغي «أَمُورْ» (ⴰⵎⵓⵔ) ويعني الأرض، والذي يعني أيضا الوطن حسب المعجم الأمازيغي الوظيفي.
وقد ذكرت بعض المصادر القديمة وجود قبيلة في ناحية ملوية بشمال المغرب اسمها موري (Mauri) اعتقد الباحثون أنها ربما كانت تشكل قديماً النواة الأولى لتأسيس مملكة موريطانيا.
كما عرفت موريطانيا لدى الفينيقيين باسم (موهريم) والتي تعني بلاد الغرب/المغرب الأقصى باللغة الفينيقية.

## تاريخ التأسيس
بدأ تحديد تاريخ مملكة موريطانيا نحو نهاية القرن الثاني قبل الميلاد عندما بدأ اتصالها مع الإمبراطورية الرومانية، إلا أن المصادر القديمة التاريخية تشهد على وجودها منذ القرن الرابع قبل الميلاد. لم يكن الملك باكا يمارس سلطته على الأراضي المقابلة للمغرب حاليا والجزائر الغربية، وإنما على المجتمعات القبلية في هذه المنطقة والتي كانت مرتبطة بالسلطة الحاكمة بعلاقة خضوع.

## تاريخ موريطنية

### عهد أطلس الموريطاني
كان الملك أطلس الموريطاني ملكًا أسطوريًا لموريطنية (القرن السادس قبل الميلاد)، والذي يعود الفضل إليه في اختراع الكرة المسماة الكرة الأرضية (بالإنجليزية: celestial globe)، وهو ابن الإله بوسيدون من امرأة بشرية فانية اسمها كليتو (بالاتينية:Cleito). وقد عينه أبوه بوسيدون ملكا على أطلنتس أيضا التي سمية على اسمه وكذالك البحر المحيط بها بالمحيط الأطلسي.
وصفه المؤرخ الإغريقي ديودور الصقلي في كتابه مكتبة التاريخ بأنه شخص يتقن الجغرافيا وعلم الفلك. وكرمه الجغرافي والفلكي جيراردوس ميركاتور بتسمية كتابه عن الخرائط بخرائط أطلس تيمنا باسمه وأفرد لسيرته الذاتية الصفحات الأولى من الكتاب.

### عهد الملك باكا
عرف الملك الموريطاني باكا في التاريخ القديم بفضل موقفه إلى جانب ماسينيسا أول ملك لنوميديا، عند عودة هذا الأخير من هسبانيا ليلتحق بمملكة والده غايا بعد وفاته، فقدم له 4000 فارس لمرافقته وحمايته أثناء اجتياز أراضي مملكة ماسيسيليا التي كان يحكمها الملك صيفاقس. ويعتبر تيتوس ليفيوس المؤرخ الوحيد الذي ذكر باكا كملك موريطاني مستندا بذلك إلى حادثة استنجاد ماسينيسا بالملك باكا والتي وقعت سنة 206 قبل الميلاد. ويذهب كامبس إلى أن الملك باكا كان وريثا لسلالة حاكمة تشكلت في عصور قديمة عرفت باسم المملكة الموريطانية، التي سيطرت على الأراضي الممتدة من المحيط الأطلسي إلى واد ملوشا.

### عهد الملك بوكوس الأول
من بين المصادر التي تناولت الحديث عن الملك بوخوس الأول نذكر المؤرخ سالوست في كتابه حرب يوغرطة ضد الرومان من سنة 111 ق.م إلى غاية 105 ق.م، فيقول أن الموريطانيين قد خضعوا لحكم هذا الملك (بوكوس الأول) في فترة الصراعات التي كانت تعيشها نوميديا مع الرومان.
أما كامبس فيشير أن هذا الملك حكم منذ عهد الملك النوميدي مسيبسا (Micipsa) في حوالي 148 قبل الميلاد، وكان له عدة أبناء من بينهم فولوكس (Volux) القائد العسكري في الجيش، وسوزوس (Sosus) الذي خلفه في الحكم بالإضافة إلى بوغود (Bogud)، حسب ما أشار إليه كامبس كذلك، فمن الممكن جدا أن يكون بوكوس هو ابن أو حفيد الملك باكا. عرف عهده بتوسع حدود مملكة موريطانية على حساب مملكة نوميديا لتمتد إلى مدينة بجاية في دولة الجزائر الحالية.

#### التحالف الموريطاني النوميدي

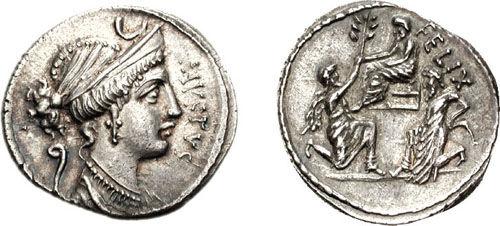
قطعة نقدية من فاوستوس سولا، مع عكس صورة للملك الموريتاني بوكوس الأول (يسار) وهو يعرض يوغورتا (يمين) على والد فاوستوس لوسياوس سولا.

بعد أن فقد يوغرطة مدينة قفصة وبعض المناطق القوية في ملكه. أرسل سفيرا إلى الملك بوكوس الأول يطلب منه المساعدة على وجه السرعة. لكن هذا الأخير كان مترددا بين الرفض والقبول لطلب صهره. فقام يوغرطة بإرسال بعض الهدايا، ولإغراء بوكوس الأول أكثر وعده بأن يعطيه الثلث الغربي من نوميديا في حالة طرد الرومان من إفريقيا فنظم بوكوس إلى يوغرطة في حربه ضد الرومان.
استطاع الحلف رد هجمات الرومان لكن دون تحقيق انتصار حاسم، سرعان ما أصبح واضحًا لروما أنها لن تستطيع هزيمة حلف يوغرطة وبوكوس، هذا الأخير طالب بما وعده به صهره (يوغرطة) فتنكر له. استغل بوكوس محاولة روما التقرب له حيث أرسل غايوس ماريوس سفيرين لاستمالة بوكوس لتخلي عن حلفه مع نوميديين.
جرى الإتفاق بين بوكوس وماريوس على الإيقاع بيوغرطة الذي تسبب في الحروب وكذلك في خسارة بوكوس الأول لجيشه وعدم وفائه بوعده، مقابل اعطاء ماريوس ثلثي أرض نوميديا(ضعف ما وعد به يوغرطة) لبوكوس. قام بوكوس بمراسلة يوغرطة طالبا حضوره عاجل لموريطانيا، فتم إلقاء القبض عليه وإرساله لروما مكبلا بالسلاسل. أثر ذلك سنة 105 ق.م توسعت مناطق حكم بوكوس لتشمل ثلثي نوميديا، فأصبحت موريطانيا من المحيط الأطلسي إلى مدينة بجاية.

#### التنظيم الإداري للدولة في عهد بوكوس الأول
لا يدرى أين كانت عاصمة المملكة الموريطانية في عهد بوكوس الأول. إلا أن بعض المؤرخين من المعاصرين يعتقدون أن ذلك الملك كان ينتقل بين عواصم متعددة وأنه بدون شك استولى على مدينة سيكا (Siga) النوميدية بعد انهزام يوغرطة سنة 105 ق.م وعلى كل حال كانت مملكته تحتضن مجموعة من المراكز الحضرية. نخص بالذكر تنجيس (طنجة) وتمودة ووليلي.
كما مارس الملك بوكوس الأول “سلطه المطلقة” في حدود قدراته العسكرية وفي حدود التعامل مع العصبيات القبلية. وكان له مجلس شورى من الأقارب والأصدقاء وبعض زعماء القبائل. وكان له ديوان للكتابة ولتدبير شؤون الجيش وكان عضده الأيمن في العمليات الحربية والعسكرية هو ابنه فولوكس (Vloux). وكانت تساعده في الاتصالات مع الخارج، ومع روما، هيئة السفراء من خمسة أعضاء. وكانت له دار للسكة لضرب العملة. ومن أجل هذا كله كان بوكوس الأول يعتبر نفسه أعظم ملك يوجد على وجه البسيطة. حسب ما رواه سالوست الروماني. ويحدثنا كامبس عن حدود المملكة الموريطانية في ظل حكم الملك بوخوس الأول، حيث وصلت أراضيه إلى نواحي صلداي (اسم الفينيقي لبجاية)، وبعد وفاته انتقل الحكم إلى ابنه ماستانوسوسوس.

### عهد الملك ماستانيسوسوس
المعلومات المعروفة عن الملك ماستانسوسوس قليلة وتأتي من نقوش العملات المعدنية، بالإضافة إلى مرجع من قبل شيشرون في كتابه في فاتينيوم (Vatinum)، حيث قام بتفصيل مسار رحلة رجل الدولة الروماني بوبليوس فاتينيوس (Publius Vatinius) عبر شمال إفريقيا. يزعم أن فاتينيوس التقى بالملك ماستانيسوسوس شخصيًا في 62 قبل الميلاد.

### عهد الحكم المشترك بين بوغود وبوكوس الثاني
انطلاقا من 49 قبل الميلاد إلى 31 قبل الميلاد خضعت موريطانيا لتقسيم نفوذ حيث حكم بوكوس الثاني شرق نهر ملوية بينما حكم شقيقه بوغود غربها. كان الشقيقان من حلفاء الأمبراطور يوليوس قيصر في كفاحه ضد أنصار بومبيوس الكبير حليف مملكة نوميديا.
قام الأخوان بغزو نوميديا واجتياح سيرتا، عاصمة الملك جوبا بتأييد من الإمبراطور يوليوس قيصر حيث نهزمت الجيوش النوميدية وتوسعت أراضي المملكة الموريطانيا على ما تبقى من نوميديا سنة 48 قبل الميلاد.
خلال حكم القنصل كينتوس كاسيوس لونجينوس لاقليم لهيسبانيا أولتيريور، حدث تمرد هدد نظام القيصر، الذي لم يكن محبوبا في إسبانيا. فطلب كاسيوس الدعم وقدمه له بوغود. الا أن، تدخل ماركوس أميليوس ليبيدوس بأوامر من القيصر للتوسط ساعدعلى استعادة النظام، من خلال التفاوض على اتفاق مع المتمردين. ففشل الهجوم المفاجئ الذي حضر له بوغود واضطر القنصل كاسيوس للاستقالة تبعها انسحاب بوغود إلى موريطنية.
بعد اغتيال القيصر يوليوس قيصر في سنة 44 قبل الميلاد، اتخذ كل من بوغود وبوكوس التاني جانبين متعاكسين. حيث دعم بوغود ماركوس أنطونيوس، في حين وقف باخوس إلى جانب أوكتافيان (الإمبراطور أغسطس).
وفي حوالى سنة 38 قبل الميلاد، استولى بوكوس الثاني على منطقة حكم بوغود بينما كان الأخير يقوم بحملات في اسبانيا واجبره على الفرار إلى انطونيوس في الشرق. حيث أصبح بوكوس الثاني الحاكم الوحيد للمملكة الموريطنية بدعم من الإمبراطور أوغسطس. توفي بوغود في معركة أكتيوم، أثناء القتال في ميثوني.
توفي بوكوس التاني سنة 33 قبل الميلاد، وأوصى بنقل ملكه لموريطنية إلى اوكتافيان ذالك أن الملك لم يكن له وريث يخلفه على العرش.

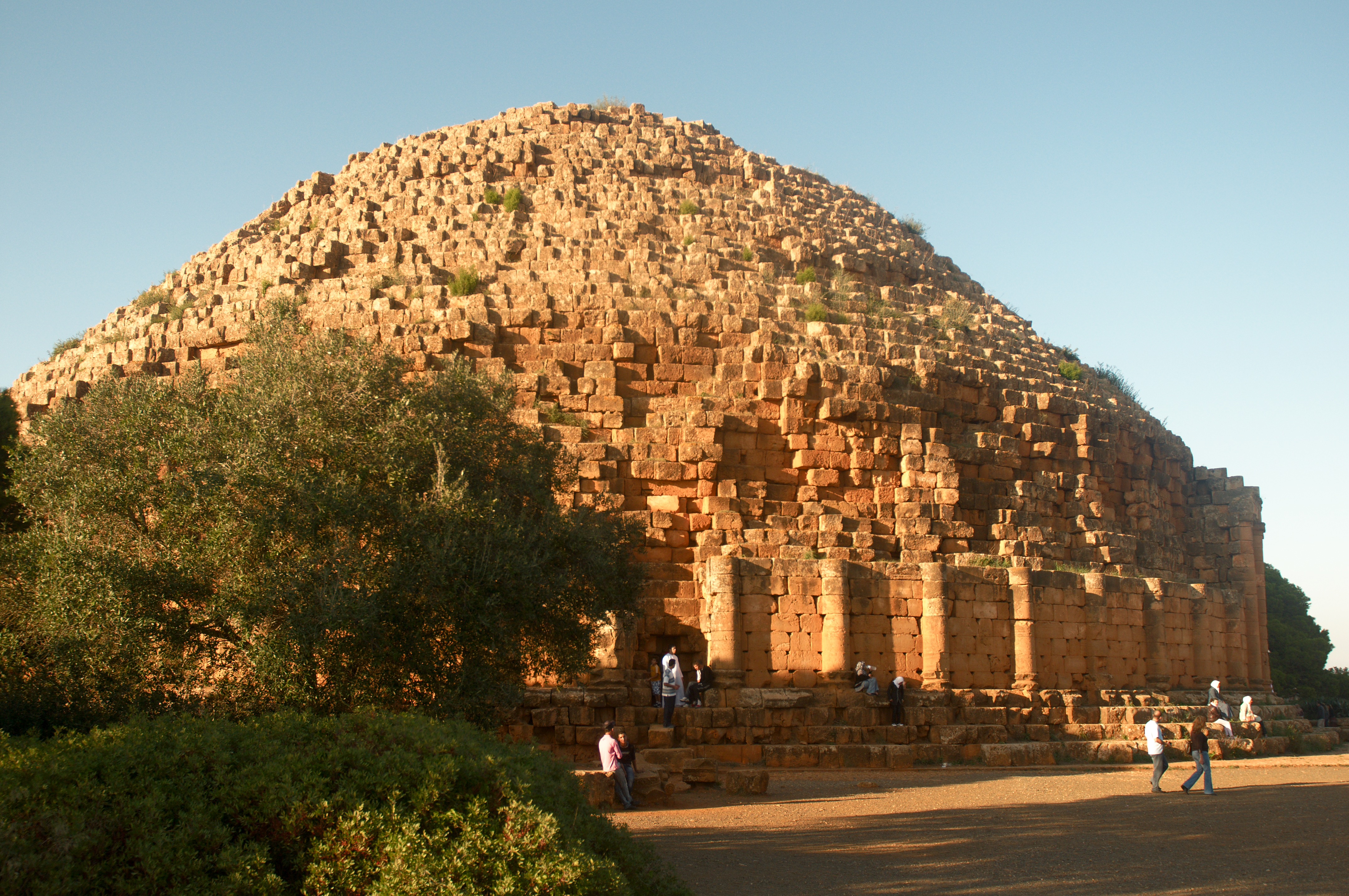
قبر جوبا الثاني وكليوباترا سيلين الثانية في تيبازة الجزائر

### عهد الملك جوبا الثاني
بعد هزيمة يوبا الأول النوميدي، أسر يوليوس قيصر ابنه «يوبا الثاني» الذي كان طفلا صغيرا بين خمس وسبع سنوات، فحمله إلى روما، حيث نشأ في القصر، وعاش في كنف الإمبراطور أغسطس، فعلمه الفنون والآداب والعلوم وشؤون الحكم في مدارس روما وأثينا ومعاهدهما.
ونظرا لمكانة يوبا الثاني الثقافية، وإخلاصه للإمبراطور الروماني القيصر أغسطس، فقد أجلسه هذا الأخير على عرش مملكة موريطانيا. حكم يوبا الثاني خمسين سنة في ظل الحماية الرومانية. عرفت أيامه بالاستقرار والهدوء حتى توفي سنة 23م، ليخلفه ابنه بطليموس.

### ثورة أيدمون
أدى مقتل بطليموس الموريطاني على يد كاليغولا ومحاولة روما بسط سيادتها على أراضي مملكة إلى اندلاع ثورة في موريطانيا بقيادة أيدمون استمرت من 40 م إلى 44 م. انتهت الثورة في عهد لإمبراطور كلوديوس بقمع عنيف وتقسيم موريطانيا إلى قسمين.

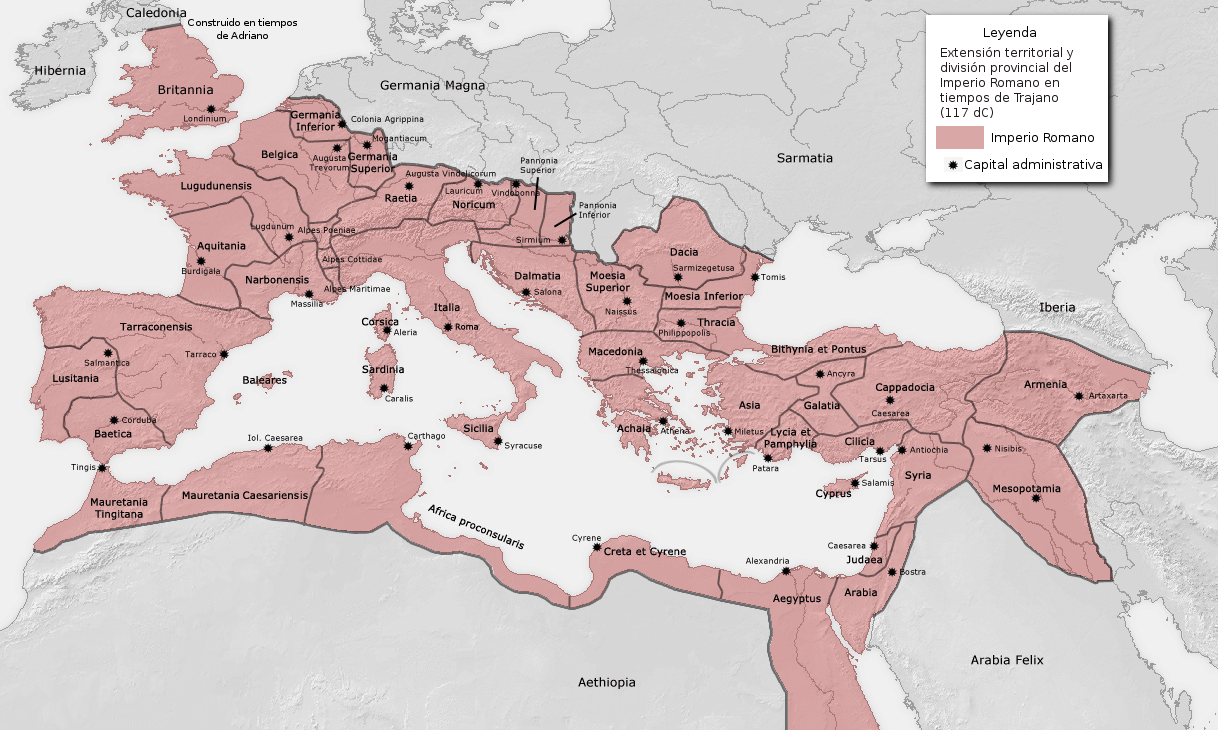
خريطة للامبراطورية الرومانية بعد التقسيم موريطنية إلى طنجية وقيصرية وضمها.

## نهاية الدولة الموريطنية
سقطت مملكة موريطنية تحت هيمنة الرومانية سنة 40 ميلادية بعدما أقدم الإمبراطور الروماني كاليغولا على اغتيال ابن خالته بطليموس، وبعد ثورة شرسة دامت أربع سنوات قادها أنصار بطليموس قسمت موريطنية إلى ولاتين تحت السيادة الرومانية:
- موريطانيا الطنجية التي تعادل تقريبا شمال المغرب الحالي وعاصمتها تينجيس وهي الجزء الأصلي لمملكة موريطنية.
- موريطانيا القيصرية التي تعادل شمال الجزائر[30] الوسطى والغربية وعاصمتها قيصرية وهي شرشال حاليا.

## الألهة والمعبودات المورية
انتشر في موريطنية عبادة آلهة أمازيغية، كما تأثروا بالمعتقدات الفرعونية والفينيقية والإغريقية والرومانية. لاحقا سيعتنق الموريون الديانات الإبراهيمية كاليهودية والمسيحية التي ستنحصر بعد الفتح الإسلامي.

### بوسيدون
بحسب الميثولوجيا الأمازيغية فإن بوسيدون هو أب البطل الأسطوري الأمازيغي أنتايوس أو «عنتي» بالأمازيغية، وهو زوج غايا إلهة الطبيعة والأرض، كما أنه أب (آثينا / تانيت) وأطلس في الميثولوجيا الأمازيغية.
ويمكن القول اعتمادا على أسطورة أنتايوس بأن بوصيدون الليبي كان مرتبطا بطنجة المدينة المغربية، ذلك أن طنجة تجمع بين الأرض أي المكان المفضل لغايا، والبحر أي المكان المفضل له كونه إله البحر، حتى إن طنجة هو اسم لزوجة «أنتايوس» حسب الأسطورة، كما أن أنتايوس كان مرتبطا بخت، إذ يلجأ فيها إلى سلاحه السري وهو الأرض أي أمه غايا، وبها عمل على جمع جماجم الأعداء الذين حاولوا إيذاء الأمازيغ، ليبني بهم معبدا لأبيه «بوصيدون»، كما تروي الأسطورة الإغريق
وبحسب المؤرخ الإغريقي فإن بوصيدون إله أمازيغي الأصل، إذ قال بأن ما من شعب عرف عبادة هذا الإله في القدم إلا الأمازيغ، كما أشار إلى أن كلمة بوصيدون كلمة أمازيغية، وأن الإغريق قد عرفوه عن الليبيين القدامى أي الأمازيغ، في عبارته التالية: «وتلك المعبودات التي يزعمون (يقصد المصريين) عدم معرفتهم لها، وعلمهم بها، يبدو لي، أنها كانت ذات أصول وخصائص بلسجية ما عدا بوسيدون، فإن معرفة الإغريق لهذا الإله، قد كانت عن طريق الليبيين، إذ ما من شعب انتشرت عبادة «بوسيدون» بين أفراده منذ عصور عريقة غير الشعب الليبي، الذي عبده أبدا، ومنذ القديم» – الكتاب الثاني: 50

### غايا
غايا باليونانية (Γαῖα) هي ربة من الميثولوجيا الأمازيغية، هي ربة الأرض وزوجة إله البحر بوسيدون. غايا هي أيضا أم البطل الأسطوري الأمازيغي أنتايوس أو «عنتي» كما سماه الأمازيغ القدامى.
يمكن القول بأن غايا مرتبطة بالمدينة الحالية طنجة، لكون طنجة تجمع بين الأرض من جهة والبحر من جهة أخرى وهو ما قد يجسد الزوجين: بوسيدون إله البحر وزوجته ربة الأرض غايا.
يمكن أيضا الاعتماد على أسطورة عنتي الذي ارتبط بطنجة، حيث ما كان له أن يكون بطلا لا يقهر دون أمه الأرض (غايا)، فهي التي تجدد قواه كلما عاد إليها، ودهن جسده بترابها (تراب الأرض). تبرز غايا (جايا) أيضا في الميثولوجيا الإغريقية كزوجة للإله بوسيدون.

### عنتي
حسب الأسطورة فعنتي هو ابن رب البحر بوسيدون، وربة الأرض غايا وزوج «تينجا» التي تسمى أيضا تنجيس. وهو ما نقله لنا المؤرخون القدماء، وهذا لا يعني وجود معبودين عند كلا الشعبين، فالأسطورة الإغريقية تعرفه بالعملاق الليبي أي الأمازيغي. كما إن هرقل الذي صارعه، صارع خارج بلاد الإغريق حسب الأسطورة الإغريقية.
اعتمادا على عدد من الروايات، يرجح باحثون أن يكون عنتي قد أقام في مدينة طنجة، التي كانت عرف ب: «تينجيس». وحدد العديد من الكتاب القدماء أن «حدائق الهسبريد»، التي حدد موقعها عند الكتاب الكلاسيكيين بين منطقة طنجة والليكسوس، كانت مقرا لعنتي. ويعتقد بومبونيوس أنه في طنجة ترس «عنتي» الضخم، وهو مصنوع من جلد الفيل، وأنه نظرا لضخامته لم يقدر أحد على حمله واستعماله.
لا يعتبر «عنتي» إلها بالمفهوم الكلاسيكي للآلهة عند الشعوب القديمة كبوصيدون وزيوس وغيرهم من الآلهة، وإنما هو يعتبر بطلا من أنصاف الآلهة، ويعرفون أيضًا بالعماليق، وهو من العبادات التي ظهرت في وقت متأخر ولم تكن معروفة في عهد «هوميروس» ويعتقد الباحثون أنها قد ظهرت خلال القرن الخامس قبل الميلاد بالنسبة للإغريق.
أنصاف الآلهة هي غالبا ما تكون ثمرة ترابط بين إله كامل وامرأة قابلة للموت حسب الأساطير ومثاله هرقل الذي ولد من زيوس وألكمنه، وبرسيوس الذي ولد من زيوس وداناي. أما عنتي فرغم تصنيفه ضمن هذه العبادات فهو ابن لإله وإلهة متكاملتين وهما بوصيدون وغايا التي تعرف أحيانا بأم العماليق.
يكمن دور العماليق في مساعدة الإنسان، وكانت الشعوب تنسب نفسا إلى بطل من الأبطال، وتعتبره زعيما لها تخضع لحمايته. وهو ما ينطبق على عنتي.

### صوفاكس
صوفاكس أو سيفاكس أو صفاقس كما هو اسم المدينة التونسية الحالية، هو بطل من الميثولوجيا الأمازيغية، كما ارتبط أيضا بالمعتقدات الإغريقية.
يبرز «صوفاكس» من خلال الميثولوجيا الأمازيغية كابن للربة «تينجا» أو «تينجيس». هذه الأخيرة كانت في البدء زوجة للبطل الأسطوري أنتايوس أو «عنتي» بالأمازيغية، الذي تكفل بحماية أرض الأمازيغ، ولم يكن ليهزم إلا بالحيلة كما يروي الشاعر بينداس معلقا على هزيمة «عنتي» من طرف هرقل البطل الإغريقي.

### أطلس

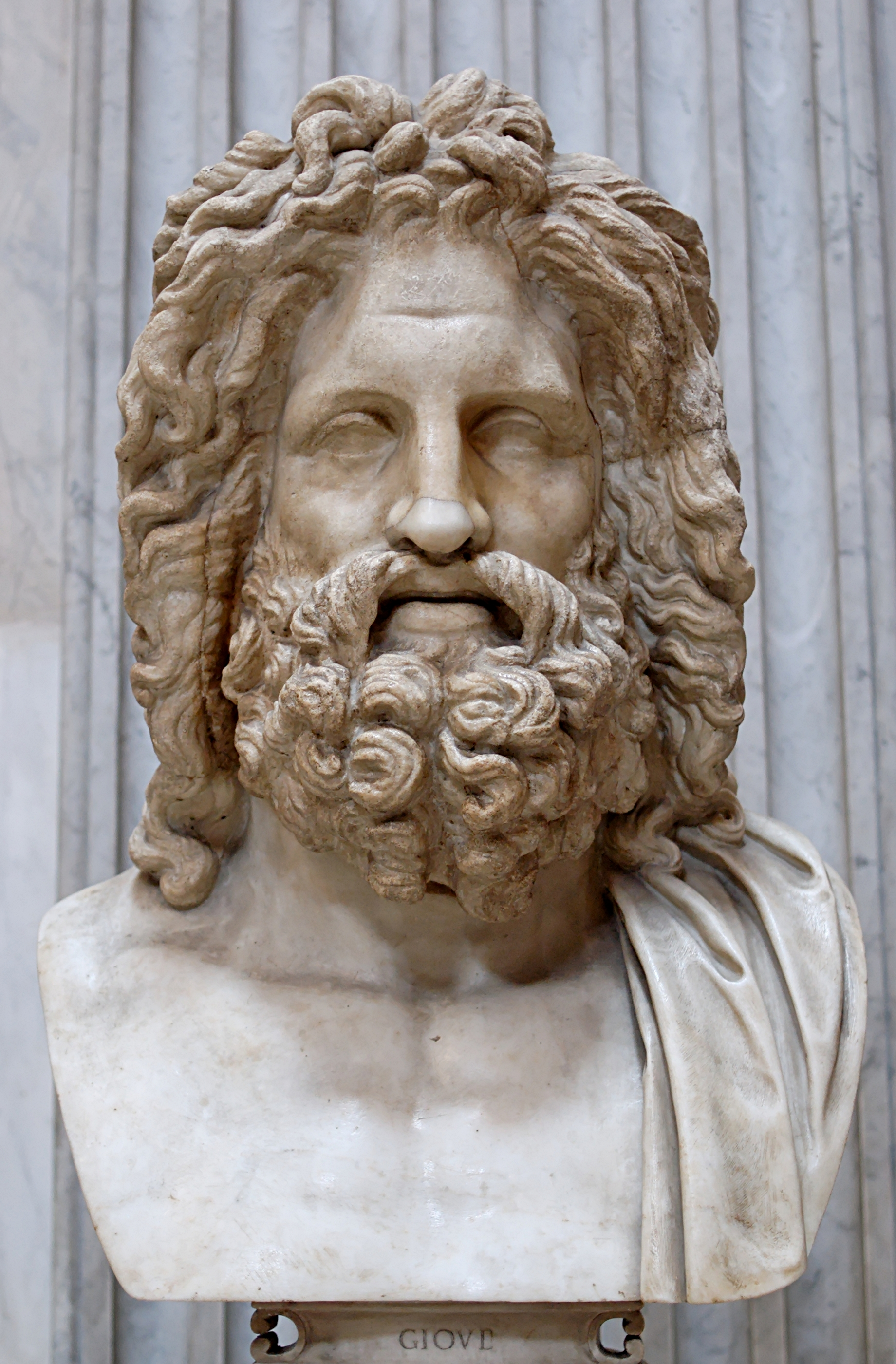
راس تمثال زيوس

هو معبود من الميثولوجيا الليبية أو الأمازيغية وأيضا من ميثولوجيا إغريقية. فهو يشتهر بحمله قبة السماء.
أطلس هو أحد العمالقة الأقواء كعنتي وهرقل وغيرهم، حسب الميثولوجيا الأغريقية فهو ابن بوصيدون، وللإشارة فقد جعل هيرودوت الرب «بوصيدون» ألاها أمازيغيا، وأخ لكل من «بروميثيوس» «أيبيميثيوس» وقد كان أطلس من بين العمالقة الذين اكتسحوا الجبل الأولمبي الذي يحضي بمكانة عظيمة في ميثولوجيا إغريقية وجزاء لذلك فقد عاقبه الرب زيوس بأن حكم عليه أن يحمل قبة السماء بنفسة وليس الأرض بكاملها كما يعتقد البعض خطأ.
في الميثولوجيا الأمازيغية فهو كائن شديد العلو بحيث لا يرى جزؤه العلوي من الرأس سواء صيفا أو شتاء. ويلاحظ أن الباحثين يميزون بين أطلس الليبي أي الأمازيغي وبين أطلس الأغريقي آثينا (الاسم الاغريقي: Αθήνα) هي ربة الحكمة والقوة وربة الحرب وحامية المدينة. تبرز أثينا في مثولوجيا حضارات مختلفة كالحضارة الأمازيغية والإغريقية.
حسب الميثولوجيا الليبية (الأمازيغية) فأن أثينا هي ابنة «بوصيدون» إله البحر الأمازيغي وبحيرة تريتونيس. وأن أعينها زرقاوان شأنهما شأن أبيها بوصيدون. أما حسب الميثولوجيا الإغريقية فأن أثينا هي ابنة زيوس إله الحرب والسماء وأب الآلهة غير أن آثينا أقدم من زيوس والألهة الأالمبية الإثني عشر حيث تصنف آثينا.
حسب بيدج في كتابه آلهة مصر فأن أن أثينا أفريقية الأصل وهي جزء من الربة الثلاثية الليبية أي الأمازيغية التي تتكون من «بالاس» وأثينا و«مادوسا». وهيرودوت يجعل أصلها أمازيغيا، أما أفلاطون فيعرفها بنيت الأمازيغية، وبالفعل فقد تم الربط بين الربتين، أما البعض ألأخر فيرى أن آثينا هي نفسها مادوسا الأمازونية ألأمازيغية الأًصل والتي تبرز أيضا في ميثولوجيا إغريقية.
أما في مصر القديمة فقد كانت أثينا لقبا للربة أزيس زوجة وأخت أزيريس.

## الجيش الموري

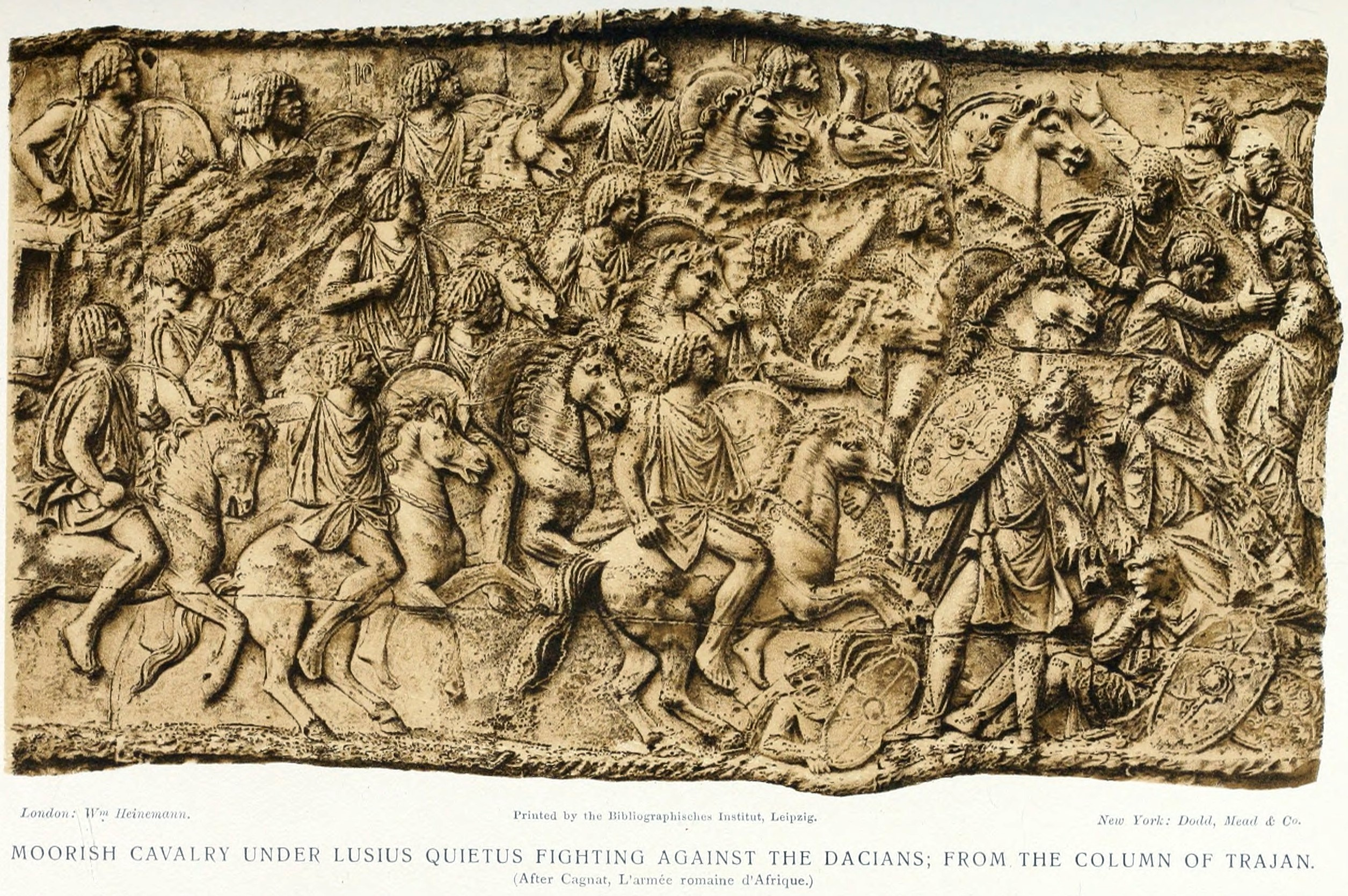
منحوته من عمود تراجان لفرسان موريون (Moorish) بقيادة لوسيوس كوييتوس يحاربون إلى جانب تراجان ضد داسية في الحروب التراجانية الداسية

كان الملك الموريطاني هو القائد الأعلى للجيش ويشارك شخصياً أثناء الحرب. فقد قاد الملك بوكوس الأول جيوشه ضد رومان وبوغود في إسبانيا وبلاد الإغريق وساعد هؤلاء قادة سمتهم المصادر اللاتينية (بيرايفكتي) بينما سموا في المصادر الاٍغريقية (بستراتيكوا) إلا أن هؤلاء الملوك فضلوا إسناد هذه المهام اٍلى أقاربهم فكانت تعطى للاٍبن أو الأخ فبوكوس الأول مثلا عهد بها لابنيه فولكس "volux" وبوغود وأسندها بوكوس الثاني لاٍبنيه خلال حربهم ضد البومبيين بينما كلف بها فرموس اٍخوته وأخته.
نظرا للانتصارت التي أحرزها الفرسان الموريين في الحروب التراجانية الداقية بقيادة القائد الموري لوسيوس كوييتوس فقد خلد الروم هذه الانتصارات على عمود ترايانوس وأعجب الرومان بهذه الفرسان التي كانت تركب دون سراج ودون لجام وقد شكلت الخيول مفخرة للقادة الأمازيغ سيما ملوكهم لأنها يقظة ومطيعة وتتحمل المشاق وتنقاد بسهولة اٍما باللجام أو بدونه فبحركة واحدة تعدو وبأخرى تجمح وقد نقش الملوك الأمازيغ صور الفرس على نقودهم. وقد أنقذت خفة وسرعة هده الأفراس في كثير من الأحيان القادة من عدة مآزق.
وقد استعمل الأمازيغ الفيلة في حروبهم اٍلى جانب الفرس كقوة للردع فقد امتلك الملك الموري بوكوس الأول خلال القرن الثاني قبل الميلاد على الأقل ستين فيلا استعملها في الحروب حسب ما نقلته المصادر. كما نقش بوكوس الثاني صورة فيل على نقوده أما الملك الأمازيغي بوغود فكان في حوزته حوالي 30 فيلا.وقد كانت عدة المحارب الأمازيغي تتكون من الدرع المستدير والبيضاوي الشكل والسهم المسنن والخوذة والخنجر ويلبس القميص الفضفاض وحمالة السيف وجلد حيوان متوحش يحتمي به.

## وصلات خارجية
- Le royaume de Maurétanie sous Juba II et Ptolémée (25 av. J.-C. - 40 ap. J.-C.) Michèle Coltelloni-Trannoy Études d'Antiquités africaines (Année 1997)
- Les troubles de Maurétanie [article] Euzennat, Maurice Comptes rendus des séances de l'Académie des Inscriptions et Belles-Lettres (Année 1984) (pp. 372-393)